# Lac Heney
Pour les articles homonymes, voir Heney.
Le lac Heney est un plan d'eau douce de la municipalité de Gracefield, dans la municipalité régionale de comté (MRC) de La Vallée-de-la-Gatineau, dans la région administrative de l'Outaouais, au Québec, au Canada. Le lac est situé dans le territoire de l'ex-municipalité de Northfield laquelle a été fusionnée en 2002 avec Gracefield.

## Géographie
Le lac Heney est situé à 1,4 km à l'ouest du lac Pemichangan, à 2,0 km au nord du lac Sainte-Marie, à 4,7 km à l'est de la rivière Gatineau, 6,3 km au sud du Lac des Trente et Un Milles, à 7,6 km à l'ouest du lac du Poisson-Blanc, à 8,4 km au sud-est du centre du village de Gracefield, à 34,4 km au sud du centre-ville de Maniwaki, et à 64 km au nord du centre-ville de Gatineau.
La route principale reliant les villages de Lac-Sainte-Marie à Gracefield passe du côté ouest du lac.
Le lac Heney est alimenté par les plans d'eau/cours d'eau suivant :
- côté nord-est : la décharge du lac à la Barbue lequel est alimenté par la décharge du lac du Chat Sauvage ;
- côté sud : la décharge du lac Long, qui se déverse dans la baie Gauthier ;
- côté ouest : la décharge du lac Noir et du lac Vert ;
- côté ouest : le crique du Désormeaux.

Le lac Heney et le lac Pemichangan sont séparés par série de sommets de montagnes, dont les principaux sommets ont 276 m (pour la Tuque à Dunn, à l'est du lac à la Barbue), 226 m à l'est du lac du Chat Sauvage, 267 m au sud de ce dernier, 354 m à l'est de la baie de la Mine, 289 m au nord-est du lac Long, 281 m entre la baie de la Mine et le hameau "Petit-Poisson-Blanc", ainsi que 214 m à l'est de la baie Noël. Du côté ouest du lac, les sommets atteignent 188 m entre la baie Bertrand et le lac Vert, 219 m entre le lac Désormeaux et la baie Bertrand et 210 m au nord de la baie des Morts.
Les principales baies du lac sont :
- côté nord : baie des Prêtres et baie de l'Université ;
- côté est : baie de la Mine ;
- côté sud : baie Gauthier et baie Noël (décharge du lac) ;
- côté ouest : baie Bertrand, baie Clément et baie des morts. La "Pointe Lafrenière" sépare la "baie des Morts" et la "baie Clément".

L'embouchure du lac Heney est situé au sud, au fond de la baie Noël. La décharge coule sur 0,9 km vers le sud jusqu'à la rive nord du lac du Moulin que le courant traverse sur 1,2 km vers le sud. Le courant passe alors sous un pont routier pour se déverser dans la partie nord du lac Sainte-Marie. Ce dernier se déverse par le sud dans la rivière Gatineau.

## Toponymie
Le toponyme "lac Heney" évoque le mérite de F. A. Heney lequel a été président du club détenant les droits de pêche dans ce lac. Ce toponyme a été publié dans le « Rapport de la Commission de géographie du Canada » en 1924 ; néanmoins, ce toponyme a été officialisé par la Commission de géographie du Québec qu'en 1931.
Le toponyme "lac Heney" a été officialisé le 5 décembre 1968 à la Banque des noms de lieux de la Commission de toponymie du Québec.
Ce lac s'était autrefois appelé Petit-Poisson-Blanc, tel qu'on le retrouve par exemple sur une carte publié en 1912.

## Histoire
Une scierie riveraine a été en opération sur les bords du lac. En 1991, une station d'alevinage a été établie en bordure du lac. En 1993, cette station a été transformée en pisculture commerciale comportant 28 bassins. Elle a cessé ses opérations en 1998.